# Số nguyên tố giai thừa
Số nguyên tố giai thừa (factorial prime) là một số nguyên tố nhỏ hơn hoặc lớn hơn một so với giai thừa nào đó. Một vài số nguyên tố giai thừa là:
2, 3, 5, 7, 23, 719, 5039, 39916801, 479001599, 87178291199,... (dãy số A088054 trong bảng OEIS)
Ở đây, ta có 2=2!; 3=2!+1; 5= 3!-1; 7 = 3!+1; 23=4!-1; 719=6!-1;5039=7!-1; 39916801 = 11!+1; 479001599= 12!+1; 87178291199 = 14!+1,...
Số nguyên tố giai thừa duy nhất đúng là giai thừa chỉ là số 2=2!. 
Các số nguyên tố giai thừa được quan tâm trong lý thuyết số vì chúng vắng mặt trong dãy liên tiếp các hợp số. Chẳng hạn số nguyên tố tiếp theo 6227020777 = 13! − 23 là 6227020867 = 13! + 67 (giữa 2 số này có 89 hợp số liên tiếp). Tuy nhiên cũng có khi giữa 2 số nguyên tố liên tiếp nhỏ hơn 2 số nói ở trên nhưng lại có nhiều hợp số hơn. Ví dụ, có 95 hợp số liên tiếp giữa 360653 và 360749.
Các số nguyên tố giai thừa có vai trò trong luận cứ rằng 1 không là số nguyên tố.
Nếu n là một số tự nhiên và p là một số nguyên tố, n! + p không thể là nguyên tố với p < n, vì nó sẽ là một bội của p, cũng như chính n!. Nhưng n! + 1, chỉ chắc chắn là bội của 1, vẫn có thể là số nguyên tố. (Điều đó cũng đúng với n! - p và n! - 1).
Số nguyên tố giai thừa lớn nhất hiện nay là 422429! + 1, có 2.193.027 chữ số, được phát hiện vào ngày 21 tháng 2 năm 2022.